# Coelichneumon rasnitsyni
Coelichneumon rasnitsyni là một loài tò vò trong họ Ichneumonidae.